# Michael Feinstein with the Israel Philharmonic Orchestra
| Críticas profissionais | Críticas profissionais |
| Avaliações da crítica  | Avaliações da crítica  |
| Fonte                  | Avaliação              |
| ---------------------- | ---------------------- |
| Allmusic               | [ 1 ]                  |

Michael Feinstein with the Israel Philharmonic Orchestra é um álbum do cantor e pianista norte-americano Michael Feinstein acompanhado pela Orquestra Filarmônica de Israel, com arranjos de Alan Broadbent. Foi o terceiro álbum de Feinstein para Concord Records e sua primeira gravação orquestral.

## Faixas
1. "The Folks Who Live On the Hill" (Oscar Hammerstein II, Jerome Kern) - 6:09
2. "The Best Is Yet to Come" (Cy Coleman, Carolyn Leigh) - 3:01
3. "Guess I'll Hang My Tears Out to Dry" (Sammy Cahn, Jule Styne) - 4:47
4. "By Myself" (Howard Dietz, Arthur Schwartz) - 4:11
5. "Spring Will Be a Little Late This Year" (Frank Loesser) - 5:41
6. "Stormy Weather" (Harold Arlen, Ted Koehler) - 5:25
7. "Laura" (Johnny Mercer, David Raksin) - 5:40
8. "On a Clear Day (You Can See Forever)" (Burton Lane, Alan Jay Lerner) - 2:38
9. "Love Is Here to Stay" (George Gershwin, Ira Gershwin) - 5:56
10. "How Deep Is the Ocean?" (Irving Berlin) - 4:45
11. "Somewhere" (Leonard Bernstein, Stephen Sondheim) - 5:36
12. "I Won't Send Roses" (Jerry Herman) - 3:25